# Vasilij Ivanovič Suvorov
Vasilij Ivanovič Suvorov (in russo Василий Иванович Суворов?; Mosca, 1705 – Mosca, 1775) è stato un generale russo.
Senatore dell'Impero russo, dal 1761 al 1762 ricoprì la carica di Governatore della Prussia orientale. Fu il padre del generalissimo Aleksandr Vasil'evič Suvorov.

## Biografia
Figlio del generale Ivan Grigor'evič Suvorov (1670-1715) e di Maria Ivanovna, fu un intimo amico di Pietro il Grande, servendo come suo aiutante militare e traduttore. Dopo la morte dello zar, le sue fortune rimasero inalterate e fu assegnato come ufficiale al reggimento Preobraženskij, dove ottenne il grado di capitano.
Nel 1738, insieme a Fëdor Ušakov, si recò a Tobol'sk dove incontrò il principe esiliato Ivan Alekseevič Dolgorukov, caduto in disgrazia dopo l'ascesa al trono della zarina Anna I. Questo episodio venne descritto anche nel romanzo di Valentin Pikul' dal titolo Parola e atto. Nel 1740, venne trasferito al direttorio generale di Berg come colonnello. Il 2 febbraio 1741, fu destinato agli affari civili come consigliere di stato. Il 29 marzo 1753, divenne rappresentante del senato russo presso il Santo Sinodo, la massima autorità religiosa dell'impero russo. Nel dicembre dello stesso anno, venne promosso al grado di maggiore generale.
Nel 1754, la zarina Elisabetta I lo nominò membro del collegio militare nazionale e, il 7 gennaio 1758, lo promosse al grado di tenente generale. Nel 1760, come figura di spicco dell'esercito russo, contribuì con 300.000 rubli all'acquisto di cibo per i soldati impegnati nella guerra dei sette anni. Nello stesso anno, fu insignito dell'Ordine di Sant'Aleksandr Nevskij. Il 16 agosto 1760, fu nominato senatore.
Nel dicembre del 1760, fu nominato governatore generale della regione della Prussia orientale. Durante questo periodo, si dedicò a incrementare la ricchezza e lo sfarzo della propria posizione, comportandosi come un principe. Organizzò un teatro di corte con spettacoli frequenti, ordinò preziose iconostasi per le chiese ortodosse locali e mise all'asta molti lotti di terreni statali per aumentare il reddito del tesoro nazionale. Tuttavia, molti funzionari locali si lamentarono del suo comportamento presso la corte di San Pietroburgo, e il 27 dicembre 1761 fu rimosso dal proprio incarico.
Il 30 gennaio 1762, Pietro III di Russia decretò il trasferimento di Suvorov a Tobol'sk come governatore. Tuttavia, Suvorov non riuscì a prendere incarico poiché nel giugno dello stesso anno Pietro III fu detronizzato. Suvorov partecipò alla deposizione del sovrano e gli fu affidato il compito di disarmare i fedelissimi dell'ex imperatore nell'Holstein. La nuova zarina Caterina II lo nominò comandante del reggimento Preobraženskij della sua guardia personale e del reggimento Izmajlovskij. Durante questo periodo, fu coinvolto in una serie di indagini politiche, tra cui quella sul caso di Fëdor Chitrovo nel 1763. Il 14 marzo 1763, fu promosso generale e nel 1766 ricevette il I grado dell'Ordine di Sant'Anna.
Ritiratosi dal servizio attivo nel 1768, acquistò una casa presso la Porta di Nikickij a Mosca dalla vedova di Matvej Rževskij.
Suvorov, che conosceva diverse lingue, tradusse in russo l'opera di Sébastien Le Prestre de Vauban "La fondazione delle fortezze".
Vasilij Ivanovič Suvorov morì all'età di 70 anni e fu sepolto nella chiesa di San Teodoro, situata non lontano dalla sua abitazione a Mosca.

## Matrimonio e figli
Vasilij Ivanovič Suvorov, all'età di 15 anni, sposò Eudossia Feodosievna Manukova, figlia di un giudice di San Pietroburgo appartenente a un'antica famiglia moscovita. Come dote, la sposa portò una tenuta situata presso il villaggio di Orël e una casa sull'Arbat, vicino alla chiesa di San Nicola di Javlenny. Dal matrimonio nacquero tre figli:
- Aleksandr Vasil'evič (1729-1800) - feldmaresciallo dell'impero russo e generalissimo.
- Anna Vasil'evna (1744-1813), moglie del principe Ivan Romanovič Gorčakov. Fu sepolta a Mosca nel monastero di Donskoj, vicino alla chiesa principale.
- Maria Vasil'evna, moglie del consigliere di stato Aleksej Vasil'evič Olešev, capo provinciale della nobiltà del Vologda. Morì dopo soli tre anni di matrimonio.